# 새롭게 하소서
《새롭게 하소서》는 기독교방송의 텔레비전 채널 CBS TV의 간증 프로그램이다.

## 역사
1980년 9월 1일에 첫방송을 시작했으며, 원래는 라디오 프로그램이었으나 CBS TV의 개국으로 TV에서 스튜디오 녹화 형식으로 바뀌어 방송하게 되었다. CBS 표준FM에서는 TV 녹화분을 음성으로만 들려주고 있다. CBS 표준FM에서는 월요일과 화요일엔 '새롭게 하소서', 수요일과 목요일에는 'CBS 성서학당', 금요일과 토요일에는 '세상을 이기는 지혜 솔로몬'의 TV 녹화분을 음성으로 들려주었다. 2015년 CBS 라디오 가을 개편 이후부터는 월요일부터 토요일 방송은 신설 프로그램 편성으로 인해 더 이상 하지 않고 일요일에만 방송하며, 방송시간은 종전 55분에서 35분으로 단축되었다. 단, 이 프로그램은 모두 전국방송이다.

## MC
- 주영훈 - 작곡가, 가수, 음악 프로듀서, 방송인
- 박요한 - 목사
- 여니엘  - 가수
- 안수지  - 가수
- 정범균 - 개그맨
- 이정수 - 개그맨
- 송지은 - 가수, 배우

## 역대 출연자
- 송재호 - 탤런트, 장로
- 구창모 - 가수
- 황우여 - 국회의원
- 이환용 - 한의사
- 윤유선 - 탤런트
- 심지호 - 탤런트
- 조하문 - 前 가수, 목사
- 정근모 - 물리학자
- 김종찬 - 가수, 전도사
- 한스밴드 - 가수
- 박제응 - 지휘자, 집사
- 이재정 - 교육감
- 문현미 - 시인, 교수
- 전혜진 - 미스코리아, 탤런트
- 이장수 - 드라마 연출가, 집사
- 최윤영 - 2003 미스코리아 眞
- 박광현 - 배우
- 故 옥한흠 - 사랑의 교회 목사
- 故 황수관 - 前 교수
- 용혜원 - 시인, 목사
- 이현주 - 개그우먼, 집사
- 故 김창남 - 가수, 작곡가
- 김혜자 - 배우, 권사
- 강효성 - 뮤지컬배우, 집사
- 권진영 - 개그우먼
- 팀 - 가수
- 한에스더 - 가수
- 박태희 - 베이시스트, 집사
- 장미란 - 前 역도 선수
- 문대성 - 前 태권도 선수, 국회의원
- 서지영 - 뮤지컬 배우
- 이종임 - 요리연구가
- 한인수 - 연기자, 장로
- 서승만 - 개그맨
- 박남정 - 가수
- 조창인 - 소설가, 집사
- 문천식 - 개그맨
- 이용식 - 개그맨, 집사
- 이정용 - 탤런트, 집사
- 오미희 - 탤런트
- 이지선 - 작가
- 이재록 - 만민중앙성결교회 목사
- 배영만 - 개그맨, 집사
- 션 - 가수
- 장경동 - 대전 중문교회 목사
- 이용 - 가수, 집사
- 이유리 - 탤런트
- 정준 - 탤런트
- 조은숙 - 탤런트
- 박탐희 - 탤런트
- 김영철 - 개그맨
- 강풀 - 만화가
- 류승범 - 영화배우
- 정종철 - 개그맨
- 이창훈 - 탤런트
- 추상미 - 탤런트
- 현미 - 가수, 권사
- 김효진 - 개그우먼
- 이하늬 - 2005 미스코리아 眞, 탤런트
- 박샤론 - 2005 미스코리아 善, 방송인
- 별 - 가수
- 이수영 - 가수
- 자두 - 가수, 사모
- 장혜리 - 가수
- 낸시랭 - 팝아티스트
- 김문훈 - 부산 포도원교회 담임목사
- 현진영 - 가수
- 이지연 - 前 가수, 요리연구가
- 천관웅 - 뉴사운드 교회 목사, CCM 가수
- 윤복희 - 가수, 권사
- 차유람 - 당구선수
- 홍수환 - 前 권투선수, 집사
- 김미진 - 개그우먼
- 엄정화 - 가수, 배우
- 장윤주 - 모델
- 김학도 - 개그맨
- 명세빈 - 배우
- 장기호 - 가수, 교수, 집사
- 양택조 - 배우, 집사
- 김현숙 - 개그우먼
- 故 이영훈 - 작곡가
- 진주 - 가수
- 렉시 - 가수
- 소향 - 가수
- 이응경 - 배우
- 리키 김 - 탤런트
- 조용기 - 여의도 순복음 교회 원로목사
- 최순호 - 前 축구선수, 축구감독
- 정선희 - 개그우먼
- 박기영 - 가수
- 김학철 - 배우
- 현정화 - 前 탁구선수, 탁구감독
- 이명박 - 前 대통령(17대), 장로
- 김예분 - 1994 미스코리아 美, 방송인
- 김혜은 - 前 기상캐스터, 배우
- 윤택 - 개그맨
- 이상우 - 가수
- 정경미 - 개그우먼
- 서정희 - 前 모델, 집사
- 박성신 - 가수, 사모
- 박둘선 - 모델, 집사
- 박슬기 - 방송인
- 한성호 - 연예기획사 F&C뮤직 대표, 집사
- 이현경 - 배우
- 김송 - 댄서, 가수
- 박민지 - 가수, 리포터
- 박소진 - 가수, 배우
- 봉중근 - 야구선수
- 신현준 - 영화배우
- 김태형 - 가수, 연예기획자
- 전미선 - 배우, 성도
- 이광기 - 탤런트
- 서태화 - 배우, 집사
- 주영훈 - 작곡가
- 서수남 - 가수, 장로
- 정샘물 - 메이크업아티스트
- 해나리 - 전자바이올리니스트
- 김우영 - 만화가, 장로
- 여호수아 - 육상선수
- 오정현 - 사랑의 교회 목사
- 김경진 - 개그맨
- 길건 - 가수
- 박지헌 - 가수, 교수
- 김동성 - 前 쇼트트랙 선수
- 조향기 - 탤런트
- 고명환 - 개그맨
- 김재범 - 유도선수
- 추대엽 - 개그맨
- 정성호 - 개그맨
- 이용주 - 개그맨
- 최성수 - 가수, 교수
- 최수종 - 배우, 집사
- 김정화 - 배우
- 박시은 - 탤런트
- 장희영 - 가수
- 이희경 - 개그우먼
- 윤형주 - 가수, 장로
- 송재희 - 배우
- 김순권 - 농학자, 교수
- 양준모 - 뮤지컬배우, 오페라가수
- 이미쉘 - 가수
- 유현상 - 가수, 집사
- 김인권 - 영화배우
- 홍대광 - 가수
- 이승환 - 개그맨
- 유열 - 가수
- 오지헌 - 개그맨
- 이성미 - 개그우먼, 집사
- 김아라 - 방송인
- 이세준 - 가수
- 함춘호 - 기타리스트
- 탁지원 - 기독교 이단문제 연구 전문가, 교수
- 표인봉 - 방송인, 집사
- 임병수 - 가수, 작곡가, 집사
- 이승규 - 가수, 집사
- 양하영 - 가수, 집사
- 임지규 - 배우
- 김진철 - 개그맨
- 최형만 - 개그맨
- 이아린 - 배우, 사모
- 나도움 - 목사
- 고관표 - 목사
- 김성빈 자매 - Holding5 어플 운영자
- 신현아(배우) : 진실 역 출연

## 같이 보기
- CBS 표준FM
- 기독교방송